# 柏西·该邱斯

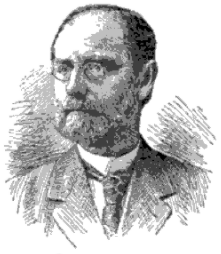
该邱斯肖像画

柏西·该邱斯 （英語：Percy Goetschius，1853年8月10日—1943年10月29日），美国音乐理论家，教育家，著述颇丰，部分著作有中文译本，在中国大陆音乐界亦有较大影响。

## 生平
1853年出生于新泽西州的帕特森。

## 作品
《音乐的构成》《和声学》《对位法》